# Шверінський замок

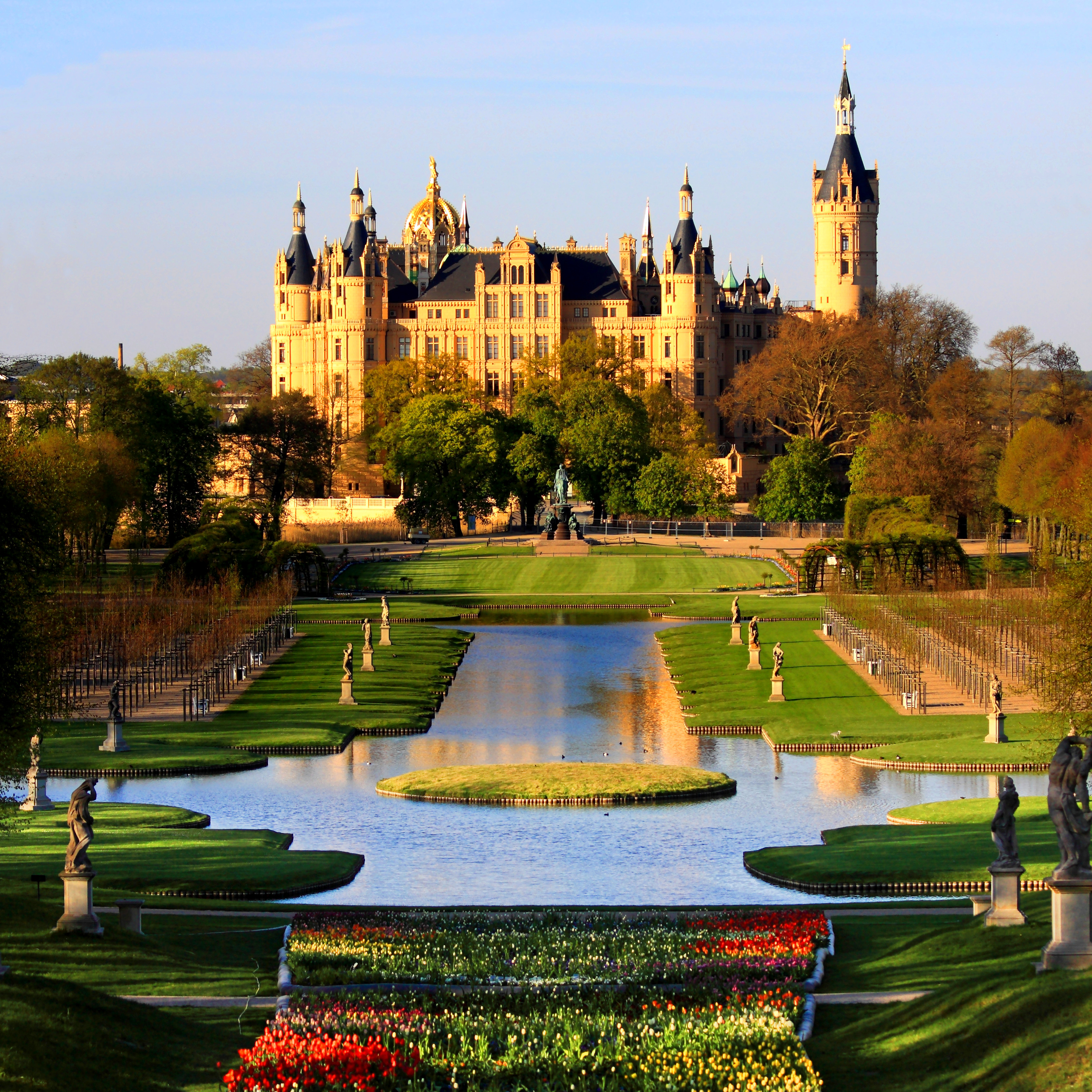

Шверінський замок, Звіриний замок (нім. Schweriner Schloss) — палац у місті Шверін в Німеччині, земля Мекленбурґ — Передня Померанія.
Побудований на замовлення великого герцога Мекленбург-Шверинського в середині XIX століття архітектором Георгом Адольфом Деммлером.
Замок розташований на острові, який з'єднаний з двома мостами, що сполучають його з містом і палацовим садом.
Замок являє собою суміш архітектурних стилів.
В даний час у замку розташовано ландтаг землі Мекленбурґ — Передня Померанія, музей та оранжерея.

## Історія

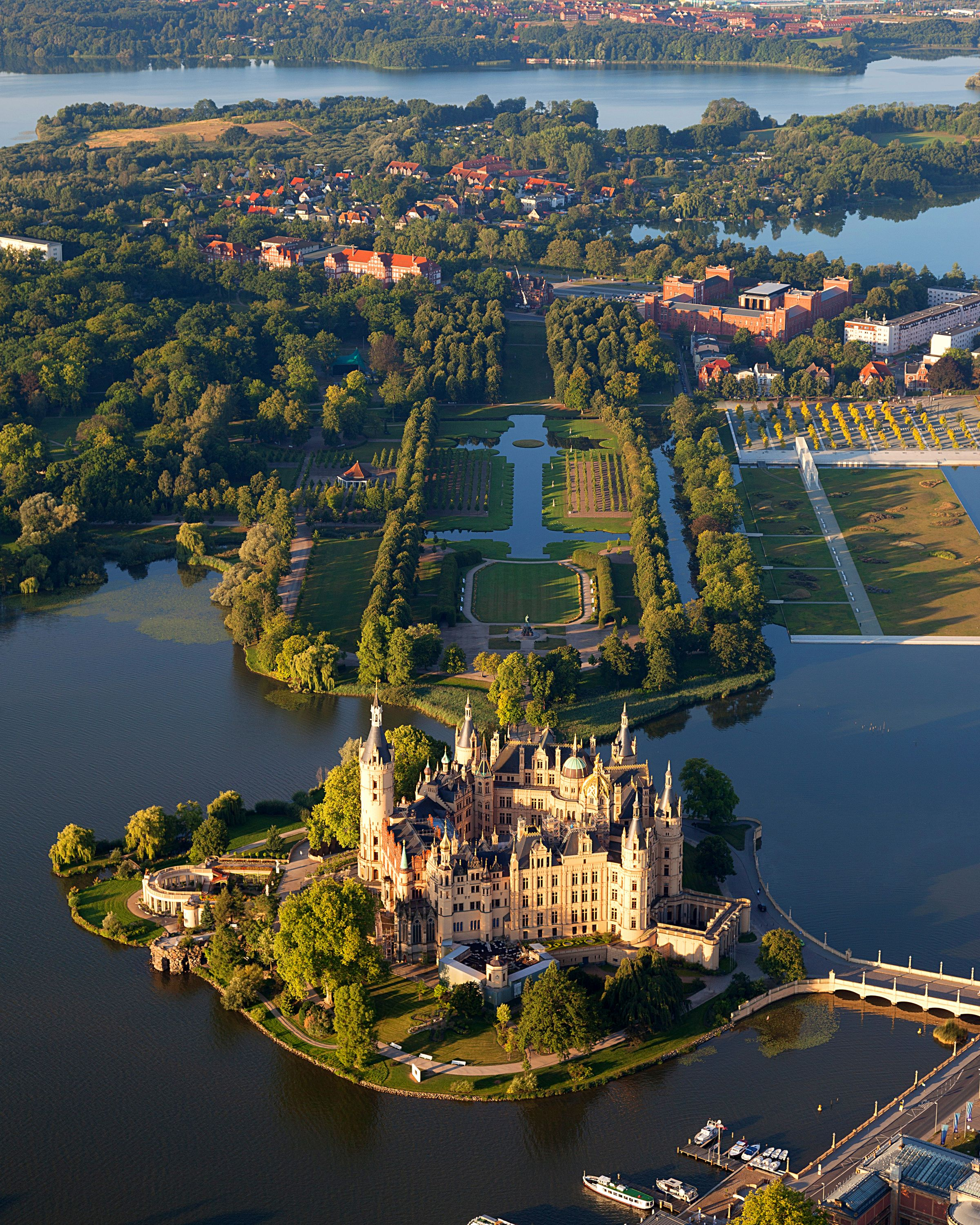

### X століття
Перші відомості про замок на цьому місці, були зроблені сефардським торговцем Ібрагімом ібн Якубом у 973 році, який подорожував слов'янськими землями в Європі. Тут існував форт племені полабських слов'ян військово-племінного об'єднання західних слов'ян Ободрицького союзу на острові великого Шверінського озера.

### XII століття
У 1160 році форт став мішенню німецьких дворян, що планували розширити свої володіння на схід під керівництвом Генріха Лева (1129—1195). Ободрицький союз під егідою Ніклота зруйнував форт і залишив його через військову перевагу німців. Заснування міста Шверін відбулося в цьому ж році.
Проте німецькі завойовники визнали стратегічне і естетично цікаве місце розташування острова і почали будувати новий форт. Шверін став резиденцією єпископа.
У 1167 році Генрі надав територію поблизу Шверіна своєму васалу Ганзіленц фон Хаґену. Частина території навколо міста була повернута сину Ніклота Прібіславу, сформувалася герцогська спадкова лінія, яка тривала аж до 1918 року.

### XIV століття
У 1358 році місцевість Шверін була придбана нащадком Ніклота, якому в 1348 році було надано титул герцога Макленбурґа. Незабаром вони переїхали далі в глиб від Майкленбурґського замку, що знаходиться поблизу міста Вісмар до Шверіна. Наприкінці періоду готики зростання багатств і звеличення герцогів вело до необхідності мати представницький замок, а це означало архітектурні зміни у фортечному поселенні. Єпископський будинок з того часу залишається незмінним.

### XVI століття
За панування герцога Джоанна Альберта I (1525—1576), замок зазнав деяких суттєвих змін. Фортеця стала замком, суто оборонні функції поступилися оздобі та комфорту. Через кілька років після доопрацювання самого замку, з 1560 по 1563, Йоганн Альбрехт відновив замкову каплицю. Вона стала першою новою протестантською церквою держави.

### XVII & XVIII століття

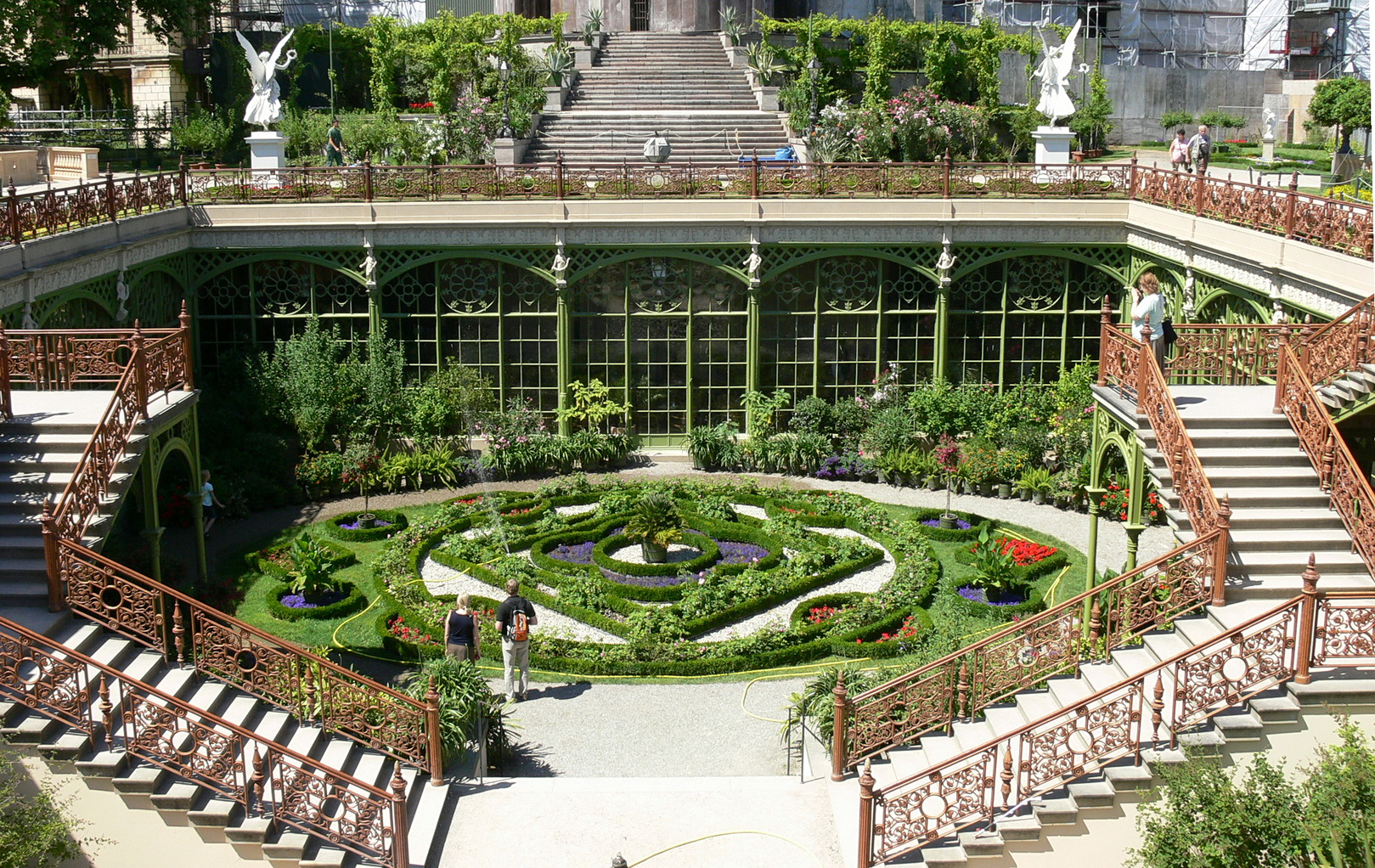
Оранжерея

Перед Тридцятирічною війною архітектор Ґерт Еверт Пілоот, який поступив на службу в Мекленбурґ в 1612 році розробив план повного відновлення замку у стилі голландського ренесансу. У 1617 році під його керівництвом робота розпочалася, але незабаром будівництво довелося припинити через війну. Плани Пілоота були частково реалізовані між 1635 та 1643 роками: будинок над замковою кухнею та каплиця були знесені та зроблені у новому стилі голландського ренесансу.

### XIX століття
У 1837 році герцогська резиденція повернулася до Шверіна, але будівля була у відносно поганому стані. Великий герцог Фрідріх (1800—1842 рр.) вирішив відбудувати замок і доручив це зробити архітекторові Георгу Адольфу Деммлеру (1804—1886 рр.).

### XX століття

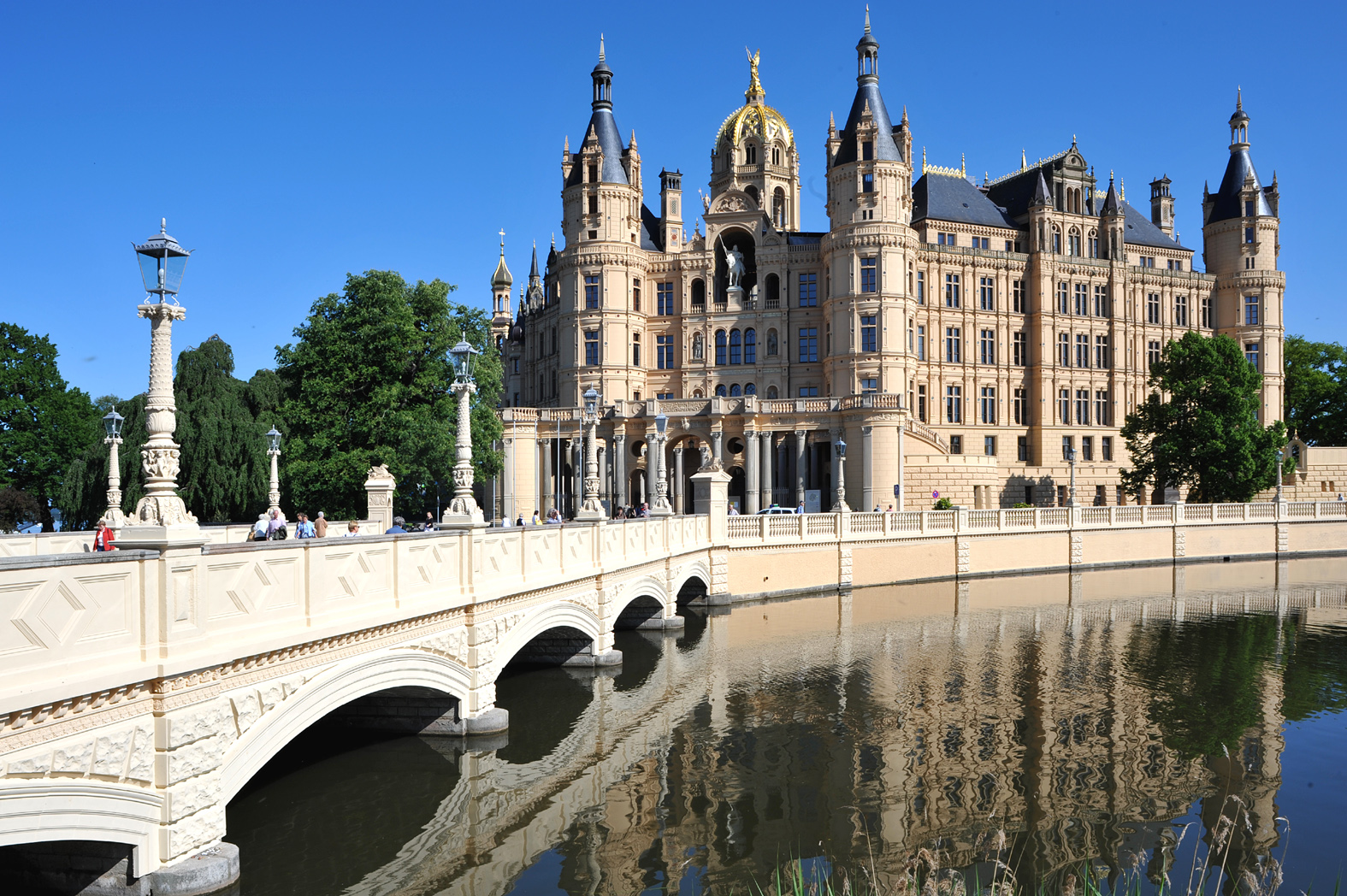
Шверінський замок, передня сторона

У 1913 році в замку відбулася пожежа. Коли в результаті революції 1918 року великий герцог зрікся престолу, була зроблена лише зовнішня реконструкція замку. Пізніше замок став музеєм і в 1948 році будинком парламенту. Німецька Демократична Республіка, вороже настроєна до дворянства, у 1952—1981 рр. використовувала його як навчальний заклад для вихователів дитячих садків. Пізніше замок знову став музеєм до 1993 року. Оранжерея була технічним музеєм з 1961 року. З 1974 року деякі відремонтовані приміщення використовувалися як художній музей.

### XXI століття
З кінця 1990 року замок знову став місцем розташування уряду і будинком парламенту департаменту землі Мекленбурґ — Передня Померанія. Відтоді було докладено значних зусиль для оновлення замку, роботи переважно завершені 2018 року, наступного року компанія-підрядник отримала декілька нагород за якість реконстукції.
2014 уряд номінував Шверінський замок на здобуття статусу Всесвітньої культурної спадщини ЮНЕСКО.

## Галерея

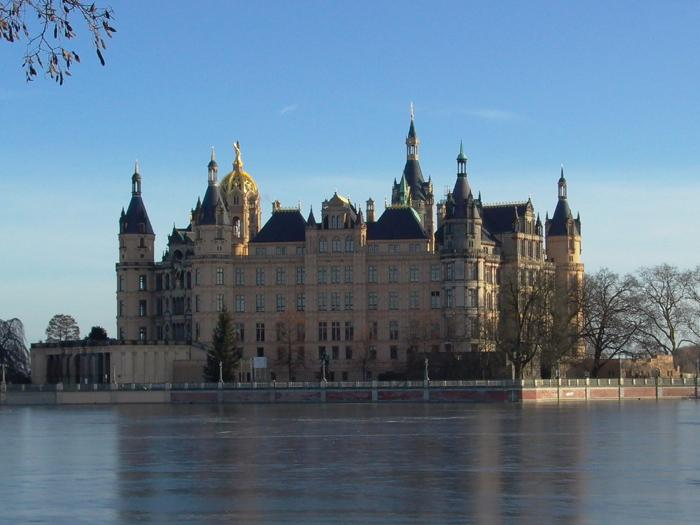
Західна сторона
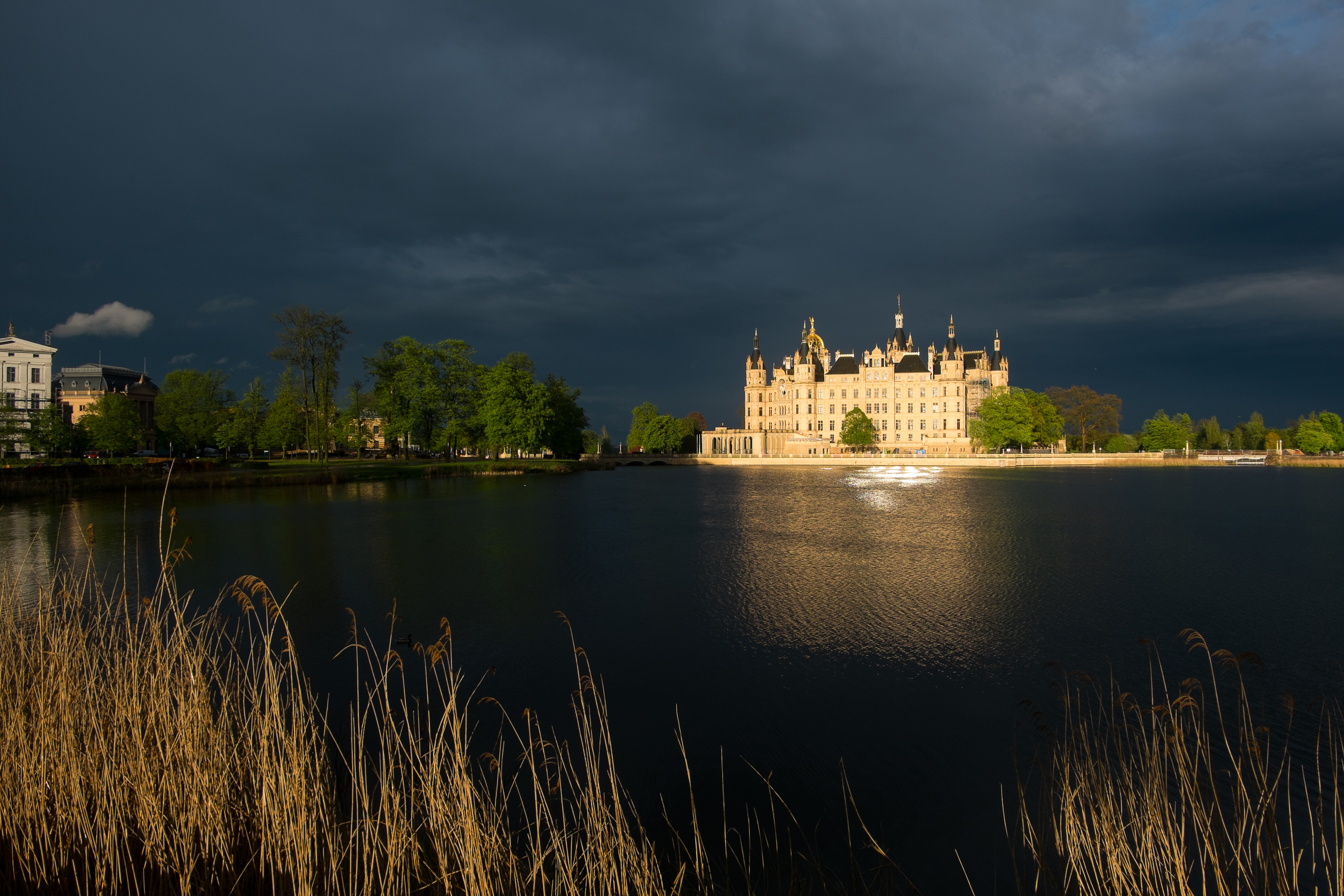
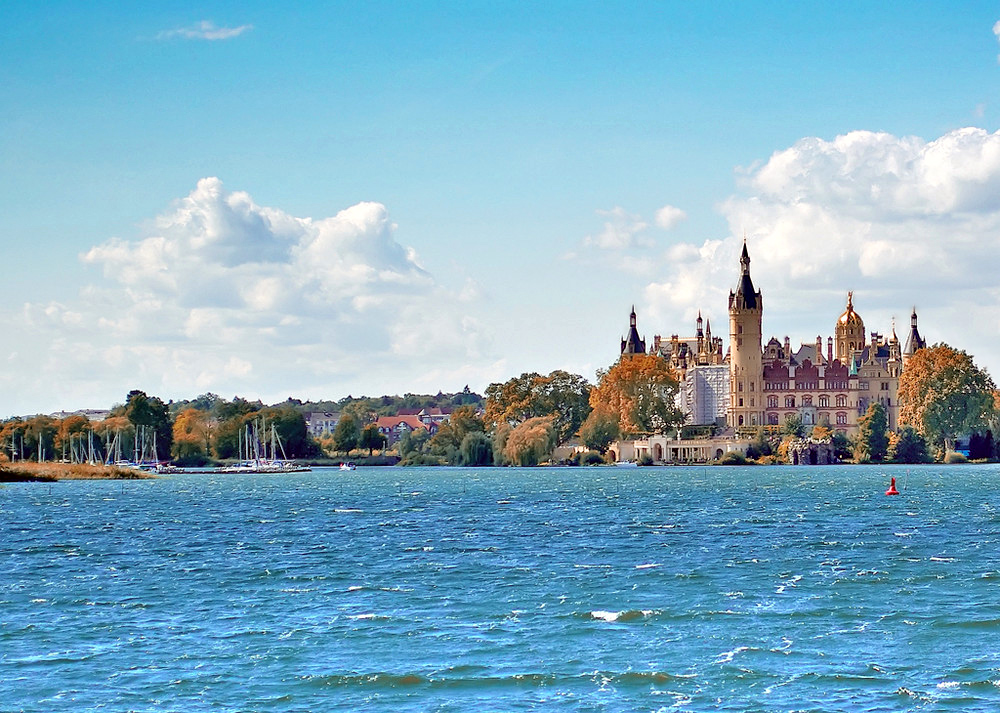
Вид зі Шверінського озера
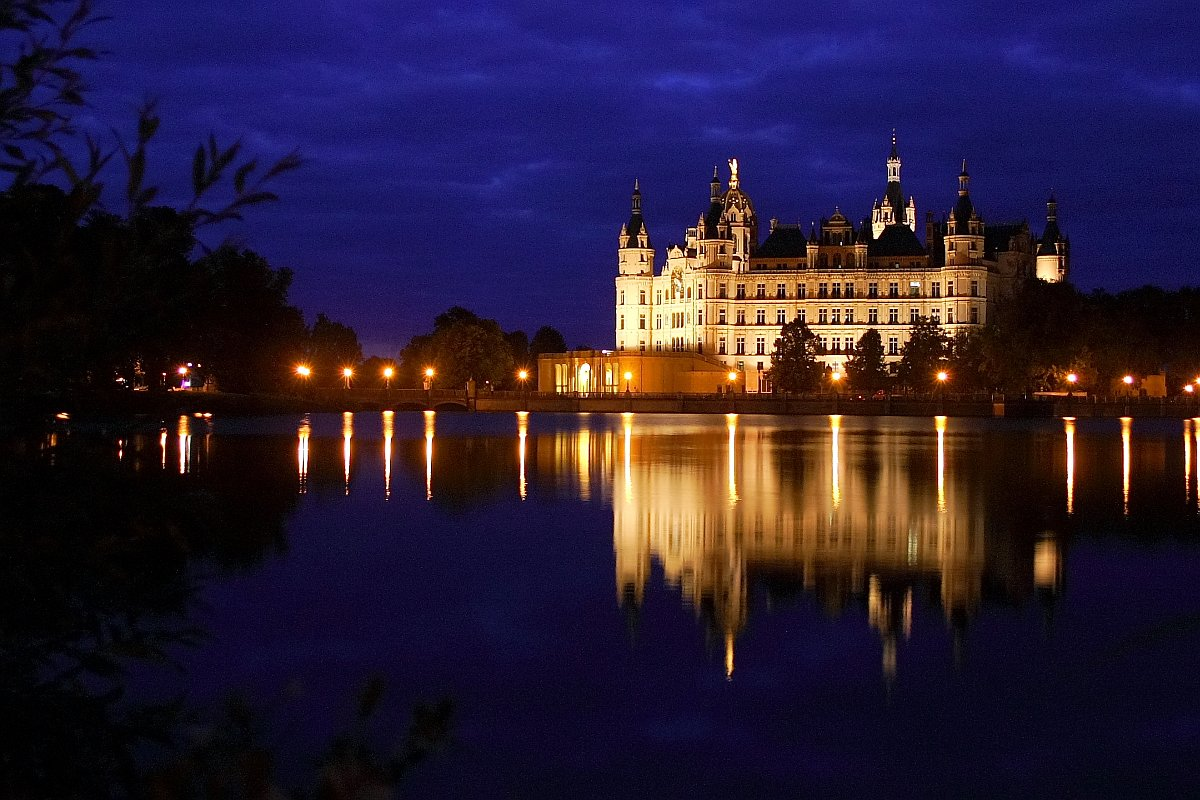
Замок уночі